# Laurent Zeimet
Laurent Zeimet, né le 12 octobre 1974 à Esch-sur-Alzette (Luxembourg), est un journaliste et homme politique luxembourgeois, secrétaire général du Parti populaire chrétien-social (CSV) de janvier 2012 à février 2019.

## Biographie

### Études et formations
Après avoir suivi des cours à l'école primaire de Bettembourg, Laurent Zeimet étudie le droit à Cologne deux ans, puis deux ans à La Sorbonne à Paris dont il obtient une maîtrise franco-allemande. 

### Activités professionnelles
Juriste de formation, Laurent Zeimet a rejoint la rédaction politique du « Luxemburger Wort »,.

### Carrière politique
Membre du comité du Syndicat intercommunal à vocation multiple des villes et communes luxembourgeoises (SYVICOL), il est d'abord conseiller communal à Bettembourg de 2004 à 2011, puis bourgmestre à la tête d'une coalition tripartite avec les verts et les libéraux depuis le 14 novembre 2011,.
Au niveau national, Laurent Zeimet fait son entrée à la Chambre des députés à la suite de l'élection de Jean-Claude Juncker à la présidence de la Commission européenne. Il représente la circonscription Sud du 4 novembre 2014 au 30 octobre 2018 en remplacement de celui-ci,. Lors des élections législatives du 14 octobre 2018, il ne parvient pas à conserver son siège de député.

### Vie privée
Il est marié et père de trois enfants,.